# ツァスタバ M21
ツァスタバ M21（セルビア語: Застава M21）とは、2004年にセルビアのツァスタバ・アームズがツァスタバ M70（ユーゴスラビア製カラシニコフ小銃）をベースに設計した新世代のアサルトライフルである。日本ではツァスタバと呼ばれるが、セルビア語上の正しい発音はザスタヴァに近い。

## 概要
ツァスタバ・アームズでは、ユーゴスラビア社会主義連邦共和国時代から独自の改良を加えたAK系ライフルの派生形を多数開発生産していたが、基本的な形状や構造はAK-47と全く同じであった。
そこで、AKの基本構造を受け継ぎつつもより旧西側陣営の設計思想を取り入れた新型アサルトライフルとして開発されたのが、ツァスタバ M21（以後M21と呼称）である。

### 特徴
- 使用弾薬を従来の7.62x39mm弾から5.56x45mm NATO弾へ変更することで、反動を低減。
- 銃身内側をクロムでメッキすることで、耐久性を向上。
- ガスバイパス部分のガス遮断器兼用ライフルグレネード照準器を廃止。その代わりにガスポート下部の着剣ラグにGP-25グレネードランチャーを装着可能。
- 銃口部分にフラッシュハイダーを追加して発砲炎を抑える。
- 照準器を全体的に後方に移し、照星をガスブロック、折り畳み式の照門をレシーバーカバー上面に配置。
- レシーバー上部のカバーはヒンジでより強固に固定。
- ハンドガードを、従来の木製ないし金属製からポリマー製に切り替える。
- レシーバー上部やハンドガード部分にはピカティニー・レールを装着可能。
- 銃床も従来の木製固定式もしくは金属製下部折り畳み式の二者択一から、ポリマー製の右側面折り畳み式に統一。
- 本体左側のグリップ近くに、グリップを握ったまま右手親指で操作可能なセレクターを追加[1]。

以上の新機軸が取り入れられた結果、M21はイスラエル製のガリルやポーランド製のwz. 96 ベリルに類似した特徴を備えている。

## 派生型

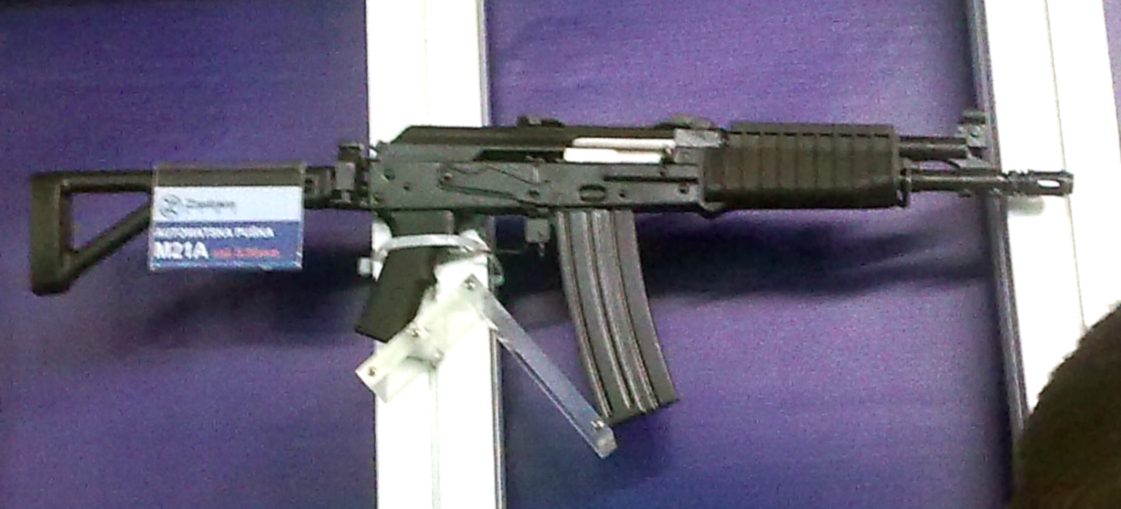
短機関銃仕様の、ツァスタバ M21A。

M21
標準型。
M21S
銃身を短く切り詰めた、騎兵銃（カービン）型。GP-25の装着は可能。
M21A
上記のM21Sよりもさらに銃身を短く切り詰めた短機関銃型。ガスポート下部の着剣ラグが廃止されているため、GP-25の装着は不可能。

## 採用国
- セルビア - 制式小銃（英語版）として25,000丁以上が導入されている。[2]
- アルメニア [3]
- アゼルバイジャン [4]
- イラク[5][6]
- カメルーン [7][8][9]
- 北マケドニア [2][10]
- スルプスカ共和国 [11]
- パキスタン - 試験的に導入。[12]
- ペルー[13]
- ボスニア・ヘルツェゴビナ
- ヨルダン[5]
- レバノン[5]